# John Benson
John Harvey Benson (Arbroath, 23 dicembre 1942 – Macclesfield, 30 ottobre 2010) è stato un calciatore, allenatore di calcio e dirigente sportivo scozzese, di ruolo difensore.

## Carriera

### Calciatore
Benson è nato ad Arbroath il 23 dicembre 1942, trasferendosi a Manchester già in tenera età. Entrò a far parte del settore giovanile del Manchester City nel 1958 finché non venne promosso in prima squadra nel 1961. L'anno successivo, debutterà con i Citizens in una gara contro il West Bromwich Albion. Nel 1964 si accasa al Torquay United divenendo uno dei volti fondamentali della promozione in Third Division nella stagione 1965-1966.
Dopo 240 presenze in campionato e sette reti segnate, si è trasferito al Bournemouth nell'ottobre 1970 per una cifra di  £ 12.000, venendo nominato campitano dall'allora tecnico John Bond. In tre anni, totalizzerà 93 presenze in campionato prima di essere ceduto in prestito all'Exeter City. Totalizzerà solamente quattro presenze e nel dicembre del 1973 sarà ceduto a titolo definitivo al Norwich City. Tornerà al Bournemouth nel 1975 firmando un contratto da allenatore-giocatore e collezionando 57 presenze in campionato in tre annate, non riuscendo però a salvare i Cherries dalla retrocessione durante il suo primo anno. Si ritirerà dalle attività agonistiche nel luglio del 1978.

### Allenatore e dirigente
Nel gennaio del 1979 ha deciso di ritornare al Norwich vestendo i panni di responsabile dello scouting e del settore giovanile della squadra. Nell'ottobre del 1980 decise di rifiutare la promozione a tecnico della prima squadra, poiché decise di seguire John Bond sulla panchina del Manchester City. Benson si ritrovò a dover sostituire Bond dal 9 febbraio 1983 a causa del suo esonero. Alla fine della stagione, dopo la retrocessione dei Citizens per via di una sconfitta contro il Luton Town, venne sostituito da Billy McNeill. Decise di unirsi nuovamente a John Bond, però sulla panchina del Burnley, ritrovandosi a sostituire quest'ultimo per l'ennesima volta nell'agosto del 1984. Il suo periodo in carica da tecnico dei Clarets fino al maggio del 1985, quando venne esonerato a causa della retrocessione del club.
Nel 1990 venne nominato capo scout del Barnsley, incarico che ha ricoperto fino al 1994, data in cui divenne il nuovo assistente tecnico di John Deehan al Norwich City, occupandosi al contempo anche di compiti amministrativi per la società. Deehan si dimise nell'aprile 1995 e venne sostituito da Martin O'Neill. Deehan venne in successione nominato nuovo tecnico del Wigan e nel novembre 1995 Benson decise di seguirlo su quella panchina come vice. Nell'estate del 1998 John Deehan decise di sedersi sulla panchina dello Sheffield United, con Benson che si unì di nuovo a lui in veste di assistente. Dopo le dimissioni per motivi di salute da parte di Deehan, decise a sua volta di lasciare il club per poi divenire il nuovo tecnico del Wigan il 1º giugno 1999 dopo il licenziamento di Ray Mathias. Sotto la guida di Benson, i Latics furono protagonisti di una striscia d'imbattibilità durata ben 26 gare, prima di essere sconfitti dall'Oldham Athletic il 7 gennaio 2000, ma nonostante ciò il tecnico scozzese riuscirà a guadagnarsi due premi da allenatore del mese. A fine stagione, il club si ritroverà ad affrontare la finale dei play-off a Wembley contro il Gillingham, che il Wigan perderà per 3-2 subendo due reti negli ultimi sette minuti dei tempi supplementari. Nel giugno 2000, dopo aver affrontato un breve incarico da tecnico dell'Al-Nasr SC in Kuwait, venne promosso a direttore generale del Wigan, mentre il suo vecchio ruolo da allenatore venne affidato a Bruce Rioch. Nell'aprile del 2001 Rioch venne sostituito da Steve Bruce e il ruolo di Benson cambiò a quello di responsabile del settore giovanile. Appena un mese dopo Bruce si dimise e venne sostituito da Paul Jewell. Il 10 dicembre 2001 Benson decise di lasciare il Wigan per poter seguire Steve Bruce al Birmingham City, divenendone il vice allenatore. In seguito diverrà anche il direttore generale del club, ma decise di lasciare la società per riunirsi al Wigan il 2 giugno 2006. Ha definitivamente lasciato il club nel 2010 per poi unirsi al Sunderland.

## Morte
Benson è deceduto improvvisamente il 30 ottobre 2010 a seguito di una breve malattia all'età di 67 anni. Il 10 novembre, durante una gara tra Wigan e Liverpool, è stato omaggiato con una standing ovation di un minuto.

## Statistiche da allenatore
| Squadra         | Da              | A              | Partite  | Partite  | Partite | Partite   | Partite       |
| Squadra         | Da              | A              | Panchine | Vittorie | Pareggi | Sconfitte | % di vittorie |
| --------------- | --------------- | -------------- | -------- | -------- | ------- | --------- | ------------- |
| AFC Bournemouth | 23 gennaio 1975 | 1 gennaio 1978 | 156      | 50       | 54      | 52        | 32,05         |
| Manchester City | 3 febbraio 1983 | 7 giugno 1983  | 17       | 3        | 2       | 12        | 17,65         |
| Burnley         | 1 agosto 1984   | 22 giugno 1985 | 53       | 14       | 13      | 26        | 26,42         |
| Wigan Athletic  | 21 maggio 1999  | 26 giugno 2000 | 59       | 29       | 19      | 11        | 49,15         |
| Totale          | Totale          | Totale         | 285      | 96       | 88      | 101       | 33,68         |